# Chick Bullock
Chick Bullock (Montana, 16 september 1898 - Californië, 15 september 1981) was een populaire Amerikaanse jazz- en dance band-zanger, die vooral actief was in de jaren dertig. Hij heeft meer dan vijfhonderd songs opgenomen, veel daarvan verschenen onder de naam "Chick Bullock and His Levee Loungers".
Bullock was de zoon van immigranten uit Engeland. Hij was actief in de vaudeville en zong in filmtheaters. Zijn carrière daarna voltrok zich voornamelijk in de studio: door een ziekte aan de ogen kon hij zich moeilijk als zanger vertonen. Hij werkte als freelance-zanger, evenals bijvoorbeeld Irving Kaufman, maar nam ook platen op onder eigen naam en deed dat met eersteklas musici. Op een gegeven moment kwamen er zoveel platen van hem op de markt, dat hij pseudoniemen ging gebruiken, zoals Sleepy Hall (bijvoorbeeld Sleepy Hall & His Melody Boys). Hij nam op met onder meer Duke Ellington, Luis Russell, Cab Calloway, Bunny Berigan, Jack Teagarden, Tommy Dorsey, Jimmy Dorsey, Joe Venuti en Eddie Lang. In het begin van de jaren dertig had hij het meeste succes: hij scoorde hits met "Underneath the Harlem Moon" (1932), "(When It's) Darkness on the Delta" (1933) en, zijn laatste commerciële succes, "Lullaby of Broadway".

## Discografie
- The Essential Chick Bullock 1932-1941, Retrieval Recordings, 2004